# 1984年サラエボオリンピックの東ドイツ選手団
1984年サラエボオリンピックの東ドイツ選手団（1984ねんサラエボオリンピックのひがしドイツせんしゅだん）は、1984年2月8日から2月19日までユーゴスラビア（現・ボスニア・ヘルツェゴビナ）のサラエボで開催された1984年サラエボオリンピックの東ドイツ選手団、およびその競技結果。

## 概要
今大会では金メダル9個、銀メダル9個、銅メダル6個の計24個のメダルを獲得し、国別順位でも1位となった。
スピードスケートではカリン・エンケが女子500m、1000m、1500m、3000mの全4種目で金メダル2個、銀メダル2個を獲得した。また、クリスタ・ローテンブルガーが女子500m、アンドレア・シェーネが3000mを制して、東ドイツ勢が女子の全種目を制覇した。

## メダル
| メダル | 選手名                                                                                              | 競技               | 種目               |
| ------ | --------------------------------------------------------------------------------------------------- | ------------------ | ------------------ |
| 金     | イェンス・バイスフロク                                                                              | スキージャンプ     | 男子70m級          |
| 金     | クリスタ・ローテンブルガー                                                                          | スピードスケート   | 女子500m           |
| 金     | カリン・エンケ                                                                                      | スピードスケート   | 女子1000m          |
| 金     | カリン・エンケ                                                                                      | スピードスケート   | 女子1500m          |
| 金     | アンドレア・シェーネ                                                                                | スピードスケート   | 女子3000m          |
| 金     | カタリナ・ヴィット                                                                                  | フィギュアスケート | 女子シングル       |
| 金     | ヴォルフガング・ホッペ ディートマ・シャウエウハマー                                                 | ボブスレー         | 男子2人乗り        |
| 金     | ヴォルフガング・ホッペ ローラント・ヴェツィヒ ディートマ・シャウエウハマー アンドレアス・キルヒナー | ボブスレー         | 男子4人乗り        |
| 金     | シュテフィ・マルティン                                                                              | リュージュ         | 女子1人乗り        |
| 銀     | イェンス・バイスフロク                                                                              | スキージャンプ     | 男子90m級          |
| 銀     | カリン・エンケ                                                                                      | スピードスケート   | 女子500m           |
| 銀     | アンドレア・シェーネ                                                                                | スピードスケート   | 女子1000m          |
| 銀     | アンドレア・シェーネ                                                                                | スピードスケート   | 女子1500m          |
| 銀     | カリン・エンケ                                                                                      | スピードスケート   | 女子3000m          |
| 銀     | フランク＝ペーター・ローチ                                                                          | バイアスロン       | 男子20km           |
| 銀     | ベルンハルト・レーマン ボグダン・ムジョル                                                           | ボブスレー         | 男子2人乗り        |
| 銀     | ベルンハルト・レーマン ボグダン・ムジョル インゴ・ボージ エベルハルト・ヴァイゼ                     | ボブスレー         | 男子4人乗り        |
| 銀     | ベッチナ・シュミット                                                                                | リュージュ         | 女子1人乗り        |
| 銅     | レネ・シェーフィッシュ                                                                              | スピードスケート   | 男子5000m          |
| 銅     | レネ・シェーフィッシュ                                                                              | スピードスケート   | 男子10000m         |
| 銅     | ガビ・シェーンブルン                                                                                | スピードスケート   | 女子3000m          |
| 銅     | マティアス・ヤコブ                                                                                  | バイアスロン       | 男子10kmスプリント |
| 銅     | ヨルク・ホフマン ヨッヘン・ピエッチ                                                                 | リュージュ         | 男子2人乗り        |
| 銅     | ウーテ･ワイス                                                                                       | リュージュ         | 女子1人乗り        |